# Sterling (Ohio)
Sterling – jednostka osadnicza w Stanach Zjednoczonych, w stanie Ohio, w hrabstwie Wayne.